# کریس داگلاس رابرتز
کریس داگلاس رابرتز (انگلیسی: Chris Douglas-Roberts؛ زادهٔ ۸ ژانویهٔ ۱۹۸۷) بازیکن بسکتبال اهل ایالات متحده آمریکا است.

## حرفه
از باشگاه‌هایی که در آن بازی کرده‌است می‌توان به دالاس ماوریکس، میلواکی باکس، لس آنجلس کلیپرز، و بروکلین نتس اشاره کرد.